# Karl Eduard Napiersky
Karl Eduard Napiersky, född 1793, död 1864, var en livländsk historieforskare, medlem av Rigas skolråd och centralkommitté. 
Napiersky skrev en mängd verk om östersjöprovinsernas historia.